# Política da Colômbia

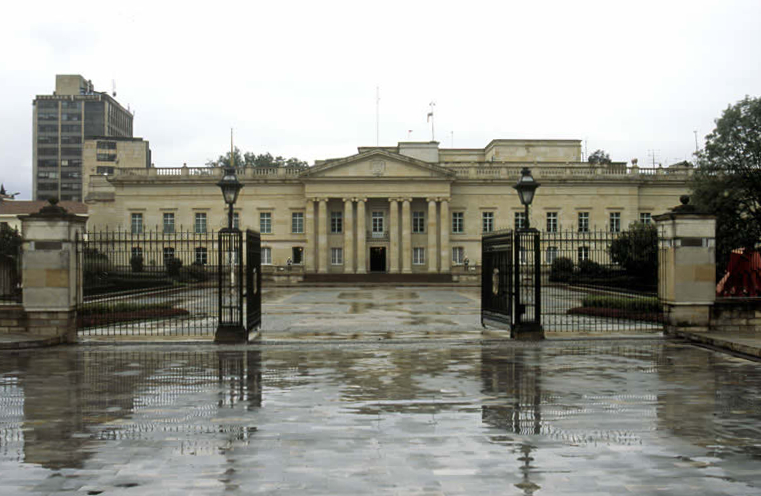
Casa de Nariño, em Bogotá, residência e local de trabalho do presidente da Colômbia

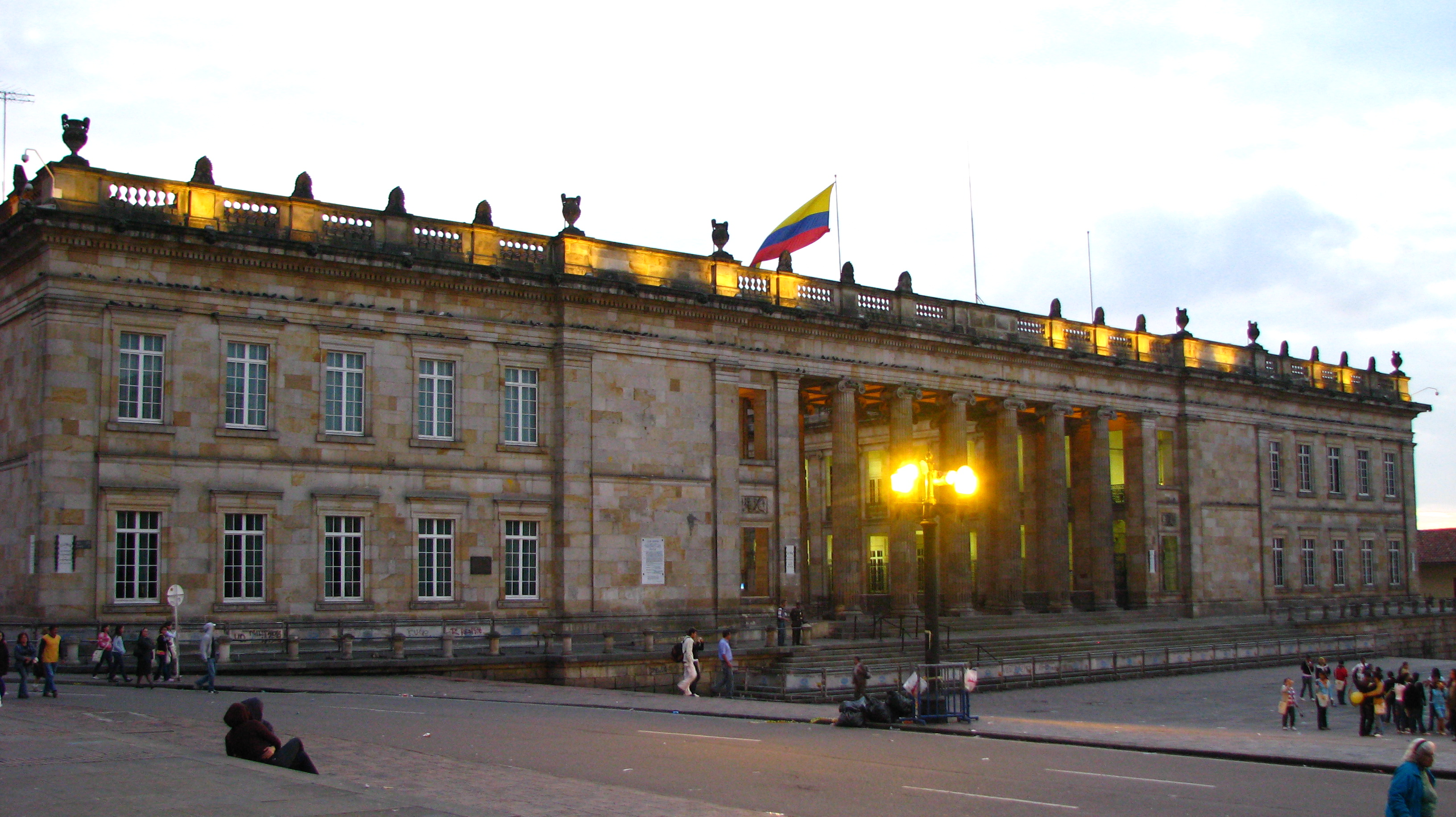
Capitólio Nacional, sede do poder legislativo

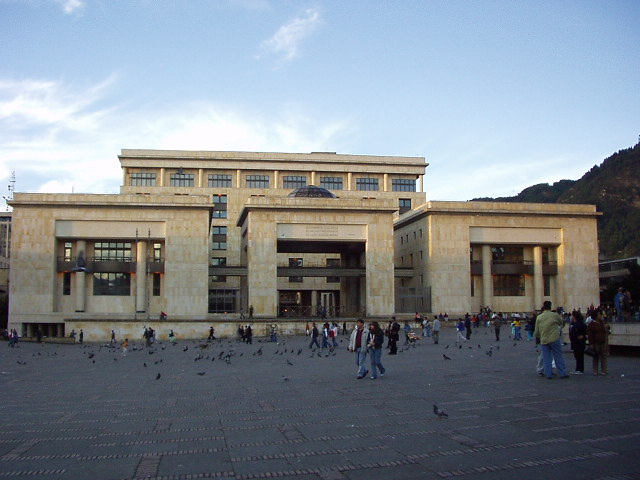
Palácio de Justiça, sede do poder judiciário da Colômbia

A Política da Colômbia funciona sob o modelo de uma república presidencial democrática representativa, tal como estabelecido na Constituição de 1991. Em conformidade com o princípio da separação dos poderes, o governo é dividido em três poderes: o executivo, o legislativo e o judiciário.
O chefe do poder executivo é o Presidente da Colômbia, que serve tanto como chefe de Estado quanto como chefe de governo, seguido pelo vice-presidente e pelo Conselho de Ministros. O presidente é eleito por voto popular para o mandato de quatro anos e atualmente estar proibido de se reeleger e de voltar ao cargo após o término do mandato. Ao nível provincial o poder executivo é exercido pelos governadores de departamentos, prefeitos municipais e os administradores locais para pequenas subdivisões administrativas, tais como corregedores para corregimientos.
O ramo legislativo do governo é composto pelo Senado e pela Câmara dos Deputados. Os 102 assentos do Senado são nacionais e os representantes são eleitos por cada região e grupos minoritários. Os membros de ambas as câmaras são eleitos dois meses antes do presidente, também por votação popular e para mandatos de quatro anos. Ao nível provincial o Poder Legislativo é representado por conjuntos de departamento e conselhos municipais. Todas as eleições regionais são realizadas um ano e cinco meses depois da eleição presidencial.
O poder judiciário é liderado pelo Supremo Tribunal, composto de 23 juízes divididos em três câmaras (Penal, Civil e Agrário e do Trabalho). O poder judiciário também inclui o Conselho de Estado, que tem a responsabilidade especial de direito administrativo e também presta assessoria jurídica ao executivo, o Tribunal Constitucional, responsável por garantir a integridade da Constituição colombiana, e o Conselho Superior da Magistratura, responsável pela auditoria do Poder Judiciário. A Colômbia opera em um sistema de direito civil, que desde 2005 tem sido aplicado através de um sistema acusatório.
Apesar de uma série de controvérsias, principalmente em relação a escândalos políticos, as melhorias na segurança pública e continuidade do forte desempenho econômico do país garantiram que o ex-presidente Uribe se mantivesse popular entre os colombianos, com seu índice de aprovação chegando a 85%, de acordo com uma sondagem em julho de 2008. No entanto, depois de dois mandatos, ele foi constitucionalmente impedido de tentar outra reeleição em 2010. Nas eleições de 30 de maio de 2010, o ex-ministro da Defesa, Juan Manuel Santos, recebeu 46% dos votos. Um segundo turno foi necessário uma vez que nenhum candidato recebeu o mínimo de 50% dos votos. No dia 20 de junho de 2010, Santos venceu o segundo candidato mais popular, Antanas Mockus, que marcou 21% dos votos.

## Relações exteriores
As relações exteriores da Colômbia são dirigidas pelo presidente, como chefe de Estado, e gerido pelo Ministro das Relações Exteriores. O país tem missões diplomáticas em todos os continentes.
A Colômbia foi um dos 12 membros fundadores da União de Nações Sul-Americanas (UNASUL), que tem como objetivo seguir o modelo da União Europeia e desenvolver acordos de livre comércio, livre circulação de pessoas, uma moeda comum e também um passaporte comum entre os países membros. Além da UNASUL, a Colômbia também é membro da Comunidade Andina de Nações, da Aliança do Pacífico, da Organização dos Estados Americanos (OEA), entre outras organizações internacionais.

## Forças armadas

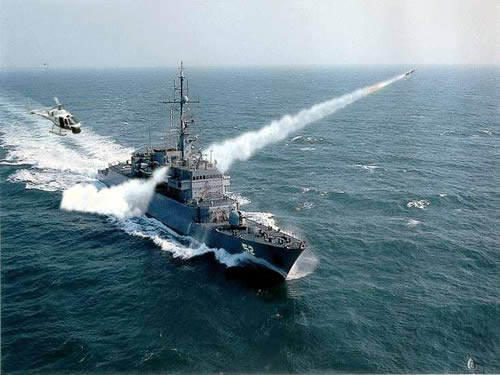
Fragata ARC Caldas, da Marinha da Colômbia, durante um treinamento

O ramo executivo do governo é responsável pela gestão da defesa do território colombiano, sendo o presidente do país o comandante-em-chefe das forças armadas. O Ministério da Defesa exerce controle do dia-a-dia das forças armadas e da Polícia Nacional da Colômbia. De acordo com o Relatório de Desenvolvimento Humano da ONU, a Colômbia tem 209 mil militares e, em 2005, investiu 3,7% do seu PIB em despesas militares, o que em ambos os casos coloca o país no 21º lugar no mundo. Dentro da América Latina, as forças armadas da Colômbia são a terceira maior, atrás das forças do Brasil e do México, e recebem a segunda maior proporção do PIB, depois do Chile.
As forças armadas estão divididas em três ramos: o Exército Nacional da Colômbia, a Força Aérea Colombiana e a Marinha da Colômbia. A  Polícia Nacional atua como polícia e opera de forma independente do serviço militar como uma agência de aplicação da lei em todo o território nacional. Cada uma delas opera com o seu próprio aparato de inteligência separada da agência nacional de inteligência, o Departamento Administrativo de Segurança.
O Exército Nacional é formado por divisões, regimentos e unidades especiais, a Armada Nacional pela Infantaria Naval colombiano , a Força Naval do Caribe, a Força Naval do Pacífico, a Força Naval do Sul, Guarda Costeira da Colômbia, Aviação Naval, o comando específico de San Andrés y Providencia e a Força Aérea por 13 unidades de ar. A Polícia Nacional tem presença em todos os municípios.

## Sistema político
O sistema de governo colombiano se caracteriza por ser presidencialista. O presidencialismo tem gerado uma concentração do poder nas mãos do poder executivo como afirma a Constituição de 1991.

## Poder legislativo

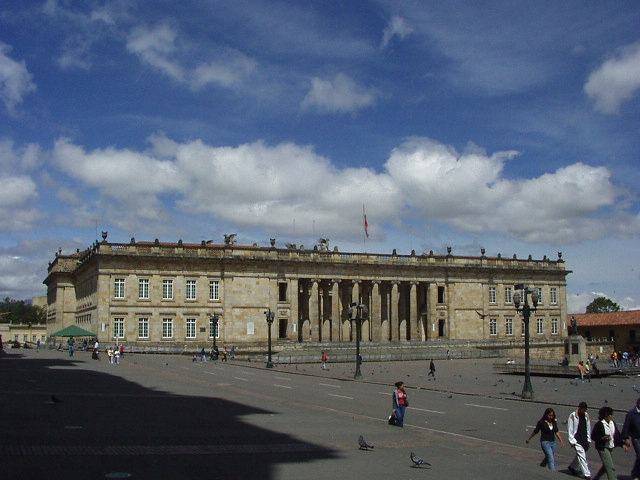
Congresso da República da Colômbia em Bogotá.

Tem como funções principais criar leis e exercer o controle político sobre o governo e a administração. Funciona como um sistema bicameral que é integrado pelo Senado e pela Câmara de representantes. Os senadores e os representantes são eleitos por votação popular para um período de quatro anos, que se inicia no dia 20 de julho do ano seguinte à eleição.
O Congresso se reúne em sessões ordinárias por dois períodos anuais, os quais constituem uma só legislatura. Também podem se reunir em reuniões por convocação do governo pelo tempo que este determinar. Cada Câmara elege comissões permanentes, que discutem no primeiro debate os projetos legislativos. O Senado e a Câmara de Representantes podem dispor que as comissões se reúnam durante o recesso. Ambas as Câmaras e suas comissões requerem de pelo menos uma quarta parte de seus membros para reunir-se.

### Senado
O Senado é integrado por 102 senadores que se dividem assim: 100 por circunscrição nacional e 2 em circunscrição nacional especial, em representação de comunidades indígenas. Os representantes de comunidades indígenas que aspiram integrar o senado devem ter exercido um cargo de autoridade em suas comunidades ou terem sido líderes de organizações indígenas.Para ser eleito senador requer ser colombiano nato e cidadão maior de 30 anos no dia da eleição.
O Senado admite ou não as renúncias do presidente e do vice-presidente; aprova ou descarta os ascensos militares; concede licença ao presidente para afastar-se temporariamente do cargo; elege os magistrados da Corte Constitucional e o titular da Procuradoria Geral da Nação.

### Câmara de Representantes
Os Representantes se elegem por circunscrição territorial e especial. Existem 166 lugares, onde cada departamento tem 1 representante para cada 125.00 habitantes. A circunscrição especial conta com 5 representantes de minorias étnicas e políticas e de colombianos residentes no exterior.
Para ser eleito representante requer ser colombiano nato e cidadão maior de 25 anos na data da eleição.
A cada quatro anos, no mês de março, se renova todo o Congresso por meio de eleições gerais, nas quais podem votar os maiores de 18 anos.

## Poder judicial
Tem como função principal administrar a justiça de acordo com a legislação vigente. Formam o poder judicial a Corte Suprema de Justiça, o Conselho de Estado, a Corte Constitucional, a Fiscalização Geral da Nação e o Conselho Superior de Judicatura, os tribunais e os juízes.

### Corte Suprema de Justiça

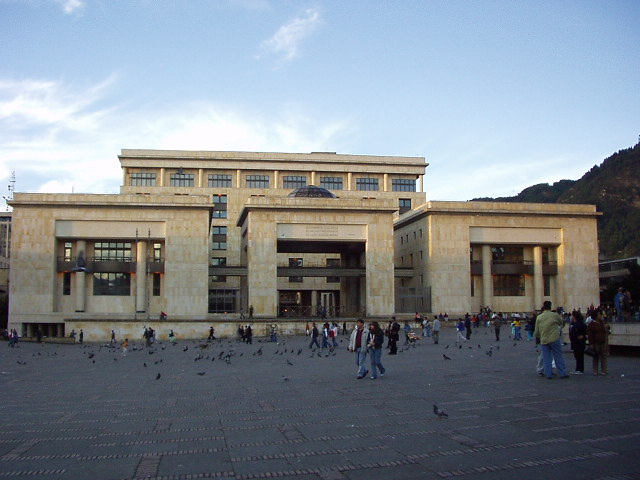
Corte Suprema de Justiça da Colômbia.

É o tribunal máximo de jurisdição e se compõe de 23 magistrados. As principais funções desta corte são atuar como tribunal de cassação, julgar o presidente da república e demais funcionários públicos por qualquer efeito punível. Também investiga e julga os membros do Congresso.

### Conselho de Estado
É integrado por 27 conselheiros e desempenha as funções do Supremo Tribunal e atua como supremo corpo consultivo do governo em assuntos de administração, dirigido em salas e seções. Além disso, apresenta e elabora projetos de reforma da Constituição e de leis; assessora o governo em relação com os atos diplomáticos e administra justiça. Ainda realiza algumas atividades em comum com a Corte Constitucional, o Conselho Superior da Judicatura, a Corte Suprema de Justiça e a Fiscalização Geral da nação.

### Corte Constitucional
Guarda a integridade e supremacia da Constituição e vigia o seu cumprimento. Decide sobre assuntos de referendos, consultas populares e plebiscitos de ordem nacional.
Os nove magistrados da Corte Constitucional são eleitos pelo Senado a partir de três representantes, como o presidente da República, a Corte Suprema de Justiça e o Conselho de estado. Não podem ser nomeados quem durante o ano anterior à eleição se tem desempenhado como magistrado da Corte Suprema de Justiça ou do Conselho de estado, e não podem ser reeleitos.

### Fiscalização Geral da Nação
É integrado por um Fiscal Geral, além de outros funcionários determinados pela lei. Os fiscais são nomeados pela Corte Suprema de Justiça, para um período de quatro anos e não podem repetir seus cargos.
A Fiscalização é autônoma, como todos os outros órgãos, e sua função é dirigir, realizar e coordenar as investigações em matéria penal.

### Conselho Superior da Judicatura
É o tribunal da carreira judicial, e é encarregado da administração e tem a função de disciplinar o poder judicial. Divide-se em duas alas. É formado por treze magistrados, seis para a ala administrativa e sete para a disciplinar, nomeados pelo Conselho Nacional. Tem autonomia para criar, suprimir, fundir e transformar julgados, decisões e tribunais.
Os magistrados da Corte Suprema de Justiça e do Conselho de Estado são nomeados pela própria corporação. Para ser magistrado da Corte Constitucional, da Corte Suprema de Justiça e do Conselho de Estado, requer ser colombiano nato e cidadão, ser advogado, não ter sido condenado por sentença judicial, sendo privado de liberdade. Além disso, é necessário que tenha desempenhado cargos no Poder Judicial ou no Ministério Público, ou ter exercido a profissão de advogado ou a cadeira universitária em disciplinas jurídicas em estabelecimentos reconhecidos oficialmente. São nomeados para períodos individuais de oito anos, não podem ser reeleitos e permanecem no exercício de sues cargos enquanto observem rendimento satisfatório e boa conduta.
Além dos três poderes existem outros órgãos de controle autônomos e independentes cujas funções colaboraram com que o estado funcione democraticamente: Ministério Público, Controladoria Geral da República, Conselho Nacional Eleitoral e Registradoria Nacional do Estado Civil.

## Poder Executivo

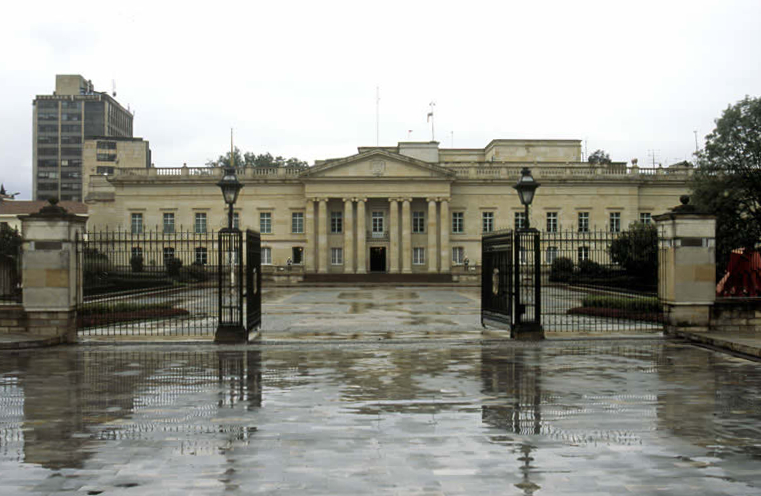
Casa de Nariño, sede do poder executivo.

Tem como principal função a administração pública dentro do marco legal vigente. O poder executivo é formado pelo presidente da República, os Ministros de Despacho, os diretores de departamentos administrativos, assim como pelos governadores, superintendentes, estabelecimentos públicos e empresas industriais ou comerciais do estado.
Os governadores e os prefeitos são parte do poder executivo e são máxima autoridade administrativa em suas respectivas jurisdições (Departamentos e Municípios), e são eleitos pelo voto popular para períodos de 3 anos.

### Presidente
O presidente da República da Colômbia é chefe e estado, chefe de governo e suprema autoridade administrativa do país. A forma de eleição do presidente é direta,majoritária e por circunscrição nacional. Desde 1991, o princípio de maioria absoluta implica que,para ser eleito, se requer obter pelo menos 51% de votos válidos. Não se obtém essa porcentagem, se convoca uma nova votação três semanas depois, na qual só disputam os dois candidatos que obtiveram o maior número de votos durante a primeira apuração. Os candidatos do segundo turno devem ser os mesmos da primeira. Em caso de morte ou incapacidade física absoluta de algum dos candidatos, se pode inscrever um novo candidato antes da segunda votação. Se um dos candidatos majoritários renuncia, o substitui quem tenha obtido o terceiro lugar na primeira votação. Isto favorece a coalizão de partidos minoritários com objetivo de obter um resultado melhor no segundo turno eleitoral.
O período presidencial é de quatro anos e se inicia no dia 7 de agosto do ano que se realiza a eleição. Para ser presidente requer ser colombiano nato e cidadão maior de 30 anos.
Corresponde ao presidente a nomeação dos ministros e dos diretores dos departamentos administrativos, assim como dirigir as relações internacionais. Uma função relevante do poder Executivo consistem em conservar a ordem pública e restabelecer-lo onde seja alterado, dirigir as forças de segurança pública e Armadas. Em relação com o Poder Legislativo, o presidente instala e clausura as sessões do Congresso, sanciona, promulga, obedece e cuida do estrito cumprimento da leis.

### Atual presidente
Juan Manuel Santos nasceu em 1951. Ele é o presidente da Colômbia desde 2010.
No dia 30 de maio de 2010, Juan Manuel Santos, tido como sucessor natural de Álvaro Uribe , liderou o primeiro turno das eleições presidenciais com 46,57% dos votos. No dia 20 de junho, ele disputou o segundo turno das eleições contra Antanas Mockus, que havia recebido 21,5% dos votos. Juan acabou sendo então eleito com 68,9% dos votos (pouco mais de 9 milhões de votos), tornando-se o novo Presidente da Colômbia.
Sua vitória foi impulsionada pelos altos índices de aprovação do governo Uribe (sempre acima de 70%), que já havia sido inclusive reeleito Presidente da Colômbia, governando assim a Colômbia de 2002 até 2010.

### Vice presidente
Tanto o presidente como o vice-presidente da república de elegem mediante votação popular no mesmo dia e da mesma forma. O presidente pode confiar ao seu vice missões ou encargos especiais e designá-lo em qualquer cargo da rama executiva. Para ser eleito vice-presidente se devem cobri os mesmos requisitos que para ser presidente. O vice-presidente não poderá ser eleito presidente na República nem vice-presidente para o período seguinte de eleições.

## Sistema de Partidos
Os partidos políticos são cruciais para determinar quem governa a Colômbia.

### Partidos tradicionais
O sistema de partidos colombianos se caracterizam pelo elitismo e o dualismo de seus partidos tradicionais: Partido Liberal e o Partido Conservador Colombiano. As elites destes partidos têm conseguido dominar as instituições políticas do país, uma vez que ocupa todas as posições de liderança da nação. Os grandes partidos tradicionais são confederações baseadas em organizações de partidos liderados e dependentes dos “gamonales” que adquirem sua posição e função por pertencerem a determinadas famílias, através de conexão com ricas e prestigiosas famílias que fazem parte da cúpula do partido. Os “gamonales” conservam sua posição mediante lealdade própria. Assim, não se podem definir os partidos tradicionais colombianos como partidos de massas que integram indivíduos e grupos. Os partidos colombianos tradicionais se caracterizam por:
1. Em sua cúpula, são agrupações notáveis;
2. A coesão interna dos partidos provém de elementos culturais comuns;
3. Ativam-se em tempos de eleições. De fato, estes partidos, através das alianças tradicionais, são capazes de grandes mobilizações em época de eleições;
4. Contam com estruturas simples e sem disciplina;
5. Os eleitos não se sentem obrigados a respeitar a disciplina do partido.

O sistema de partidos atual está diretamente relacionado com os acontecimentos e as dinâmicas derivadas do período da Frente Nacional. Na Colômbia os partidos tradicionais puderam manter sua posição hegemônica, devido à falta de oposição operária e de um partido fixo e centrista. Assim, para os partidos colombianos foi mais fácil integrar movimentos novos e unir em uma estratégia comum para frear o crescimento dos partidos de esquerda e de partidos populistas independentes. Quando a estratégia de integração falhava, se optava pelo uso das forças armadas no governo, pela opressão ou o assassinato. Recentemente, o assassinato tem sido utilizado contra a união patriótica e a Aliança Democrática M-19. Além disso, se pode dizer que na Colômbia os vínculos entre partidos políticos e organizações sociais são mais débeis que nos restantes sistemas de partidos democráticos mais estáveis, pois a participação social dentro da política nacional não é relevante. Por outro lado, se observa a criação de movimentos a nível local, mas sem incidência a nível nacional.
Os partidos políticos tem conseguido dominar o sistema político devido à inexistência de alternativas viáveis a nível nacional, no caso da Colômbia, os partidos políticos não representam adequadamente os interesses do total da sociedade e, portanto, o conflito adota outras formas, pequenas e violentas.
Na Colômbia, se observa como os políticos têm deixado de representar os interesses dos eleitores, deixando a população fora do sistema político e produzindo uma profunda crise dentro dos partidos.

### Estrutura dos partidos políticos
A organização do partido é frágil e gira em torno dos respectivos líderes. As normas de autoridade entre patrões e clientes, caracterizam desde muito tempo os partidos latino-americanos, especialmente no Brasil e Colômbia, onde os “coronéis” e os “gamonales” exerciam, respectivamente, seu domínio nas zonas rurais eram vínculo crucial entre os líderes dos partidos e os eleitores. Desta maneira de ressalta a existência da relação de clientelismo, que se traduzem na compra de votos dos eleitores a troca de favores individuais ou coletivos. Estas relações de clientelismo se favorecem pelo mantimento da estrutura da que formam parte dos “gamonales”.
Outra característica dos partidos tradicionais na Colômbia é seu grau de fracionamento. Tanto o Partido Liberal como o Partido Conservador estão divididos internamente devido a rivalidades tanto pessoais como regionais. Pode-se interpretar que o fracionamento ajuda a perpetuar o sistema bipartidista sustentando o que poderia ser um sistema multipartidista muito fragmentado. O marcado fracionamento tem sido uma manifestação da erosão das organizações partidistas nas décadas seguintes. De fato, as facções podem apresentar seu próprio grupo de candidatos com a conseguinte perdida do controle organizacional sobre a seleção dos diversos candidatos. Por outro lado, é determinante a influência dos ex-presidentes nos partidos que, uma vez que unificam o mesmo, aguça-se o debilitamento de suas instâncias diretorias.
O clientelismo (um fator importante no funcionamento do sistema político), a crise dos partidos tradicionais, a ineficácia administrativa, o exclusismo político, o atraso da modernização política criaram um clima de desconfiança no regime político e de se derivou uma profunda crise de legitimidade do sistema político (Governo, Congresso, corporações públicas), mas também existe uma crise de credibilidade para com as Forças Armadas, a justiça e os organismos de controle do Estado.

### Partidos políticos atuais
Os partidos que atualmente tem representação parlamentaria resultado das eleições para o Senado e a Câmara de Representantes de 8 de março de 1998 são:
- Partido Conservador Colombiano: O Partido Conservador Colombiano é um partido de centro-direita. É um dos dois partidos políticos tradicionais da Colômbia.

Disputou o poder com o Partido Liberal Colombiano desde meados do século XIX até 2002, tempo em que prevaleceu um sistema bipartidário. Desde sua fundação até 1957 a disputa pelo poder foi marcada pela violência política e várias guerras civis. A partir dos anos de 1930 até 2002 manteve-se como a segunda força no Congresso, depois do Partido Liberal, recuperando essa posição em 2010. Atualmente faz parte da coalizão que apóia o governo do presidente Juan Manuel Santos.
- Partido Liberal Colombiano: Considerado como reformista moderado. Tendem para a prática de uma política econômica liberal com conteúdo social. Considera-se o partido mais representativo dos interesses urbanos e industrial, ainda tem certo apoio nas zonas rurais.
- Nova Força Democrática: fundada por Andrés Pastrana, também é uma força conservadora
- Movimento de Salvação Nacional: foi criado em 1990 e é de tendência conservadora, foi o partido mais votado na Assembléia Constituinte e tem representado a linha mais doutrinária do conservadorismo.
- Aliança Democrática M-19: Fundada em 1990 quando a organização guerrilha M-19 largou as armas e aceitou a competência eleitoral para conseguir por em prática suas finalidades políticas, se considera de tendência de extrema esquerda.
- União Patriótica: partido de tendência marxista considera-se como o braço político das FARC.